# Tugela (vodopád)
Tugela (anglicky Tugela Falls, afrikánsky Tugelawaterval) je nejvyšší vodopád na světě (před venezuelským vodopádem Salto Angel). Nachází se v Národním parku Royal Natal v Dračích horách v provincii Kwa-Zulu Natal v Jihoafrické republice.
Celková výška pěti kaskád, kterými voda dopadá na dno skalnatého srázu, byla do roku 2016 stanovena na 948 m. Výprava českých geodetů pod vedením Martina Šíla, která na podzim roku 2016 provedla nové měření vodopádu Tugela, stanovila jeho výšku na  983 metrů, tj. o 4 metry více, než je výška vodopádu Salto Angel,přičemž nejvyšší ze zmíněných skalních stupňů měří 411 m. Vodopád dosahuje šířky 15 m a je napájen řekou Tugela, jejíž voda je pitná i pod vodopádem. Vydatnost vodopádu se odvíjí od množství srážek. 
V období vydatných dešťů je vodopád viditelný i z hlavní cesty, která vede Národním parkem Royal Natal. Vodopád stéká po čedičových stěnách Amfiteátru (Amphiteatre), což je1500 m vysoká a 6000 m dlouhá skalní stěna ve tvaru přírodního amfiteátru, jedna z největších skalních stěn na světě.   